# Ostermundigen
Ostermundingen (gsw. Oschtermundige) – miasto i gmina (niem. Einwohnergemeinde) w Szwajcarii, w kantonie Berno, w regionie administracyjnym Bern-Mittelland, siedziba okręgu Bern-Mittelland. 31 grudnia 2020 liczyło 17 758 mieszkańców.

## Współpraca
Miejscowość partnerska:
- Löhnberg, Niemcy

## Transport
Przez teren gminy przebiega droga główna nr 234.